# Bogdan Tanjević
Bogdan Tanjević es un entrenador de baloncesto montenegrino nacido el 13 de febrero de 1947, en Pljevlja, RFS Yugoslavia.

## Equipos como entrenador
- 1971-1980 KK Bosna Sarajevo
- 1980-1982 Yugoslavia
- 1982-1986 Juvecaserta Basket
- 1986-1994 Pallacanestro Trieste
- 1994-1996 Olimpia Milano
- 1996-1997 Limoges CSP
- 1997-2001 Italia
- 2000-2001 Budućnost Podgorica
- 2001-2002 ASVEL Villeurbanne
- 2002 Virtus Pallacanestro Bologna
- 2004-2010 Turquía
- 2007-2010 Fenerbahçe Ülkerspor
- 2012-2013 Turquía
- 2015- Montenegro

## Palmarés
- Liga de Yugoslavia: 3

Bosna Sarajevo: 1977-78, 1979-80
Budućnost Podgorica: 2000-01
- Copa de Yugoslavia: 2

Bosna Sarajevo: 1977-78
Budućnost Podgorica: 2000-01
- Liga de Francia: 1

ASVEL Lyon-Villeurbanne: 2001-02
- Liga de Turquía: 2

Fenerbahçe Ülker: 2007-08, 2009-10
- Copa de Turquía:

Fenerbahçe Ülker: 2009-10
- LEGA: 1

Olimpia Milano: 1996
- Copa Italia: 1

Olimpia Milano: 1995-96
- Copa de Europa: 1

KK Bosna Sarajevo: 1979.